# 东蔡村公所
东蔡村公所位于中国山西省运城市新绛县泽掌镇东蔡村。

## 保护
2021年8月4日，东蔡村公所公布为第六批山西省文物保护单位，近现代类，年代为1924年，编号6-366。	